# Bail rural en droit français
 (février 2025).
Un bail rural (ou fermage) est un bail par lequel un propriétaire d'une terre (bailleur) la loue à un agriculteur (preneur). Le preneur exploite les terres en l'échange d'une somme versée au bailleur.
Les baux ruraux sont soumis au livre IV du Code rural et de la pêche maritime. En Nouvelle-Calédonie, ce régime est fixé par le livre IV du Code agricole et pastoral de la Nouvelle-Calédonie.

## Régime juridique des baux ruraux (ou fermages)
Contrairement aux idées reçues, ce ne sont pas des baux "3,6,9". En effet, un bail rural a une durée d'au moins 9 ans, et peut aller jusqu'à 99 ans (bail emphytéotique).
De plus, les baux ruraux, bien que l'écrit soit requis, est généralement un contrat verbal, et reconnu comme tel devant les tribunaux.
Ces baux sont intuitu personae, ce qui signifie que la sous-location est strictement interdite, puisque le bail a été conclu en fonction de la personne qu'est le preneur.
Il existe plusieurs types de baux ruraux. Ils sont notamment réputés contraignants pour les propriétaires des terres, mais leur exploitation est souvent nécessaire. Le loyer du bail (ou fermage) est généralement annuel.
Le bail rural doit être résilié lors du départ à la retraite du preneur.

### Le bail courte durée
Le bail le plus court est de neuf ans, et il peut être reconduit selon les modalités du contrat de bail. L'usage considère que les baux ruraux sont reconduits tacitement.

### Les baux longue durée
Les baux de longue durée, sont considérés comme ceux de plus de 12 ans, et doivent être impérativement conclus par acte notarié. Il existe le bail de carrière, qui permet à l'exploitant d'user du bien pendant 25 ans et jusqu'à la fin de sa carrière.
Enfin, le bail emphytéotique se caractérise par le propriétaire qui cède sa pleine propriété ainsi que l'usufruit. Il est impossible pour cette personne de résilier le bail de quelque façon que ce soit. Le preneur est, par conséquent, obligé de payer les taxes foncières et les grosses réparations, ce qui appartient normalement au bailleur.

## Bail rural à clauses environnementales
En 2006, la Loi d'orientation agricole a créé en France un bail spécial (le « bail environnemental »).